# BA-526
A BA-526 é uma rodovia estadual da Bahia, que inicia na Vila Naval da Barragem na BA-528 e terminando no entroncamento com a BA-099, sendo uma importante via de acesso ao Aeroporto Internacional de Salvador, possuindo aproximadamente 23,5 km de extensão. É uma rodovia pedagiada.
Atravessa Ilha de São João, Baía de Aratu, entrada de Mapele, entrada de Simões Filho, Ceasa, Salvador Norte Shopping.
Tem ligações com a BA-528, BR-324, BA-535 e BA-099. É a principal rota de entrada para o Aeroporto, para quem se desloca por essas rodovias.